# Lực lượng Vũ trang Nhân dân Quốc gia Algérie
Lực lượng Vũ trang Nhân dân Quốc gia Algérie (Armée nationale populaire) là lực lượng quân đội của Cộng hòa Dân chủ Nhân dân Algérie, và là kế tục viên của Lực lượng Giải phóng quân Quốc gia (ALN) thuộc mặt trận FLN (Mặt trận Giải phóng Quốc gia) vốn đã từng chống lại người Pháp trong cuộc Chiến tranh Algérie (1954-62). Algérie có một lực lượng quân đội lớn để đề kháng mối nguy ở cả trong và ngoài nước.
Lực lượng này bao gồm lực lượng Lục quân, Hải quân (bao gồm Marine de la République Algérienne tức Lính thủy đánh bộ Cộng hòa Algérie) và Không quân. Được lập nên ở cả trong lẫn ngoài nước, chủ yếu là ở Maroc và Tunisie, khi còn chống Pháp cai trị, lực lượng này hậu Pháp thuộc đã có những cuộc chiến tiêu biểu như Chiến tranh Cát và Chiến tranh Tây Sahara với Maroc, cũng như cuộc Nội chiến Algérie. Tuy nhiên do chỉ đụng độ đúng Maroc, một thế lực khu vực ngang ngửa, nên khả năng tác chiến của lực lượng này vẫn là một câu hỏi không rõ ràng.
Tuy nhiên theo các chuyên gia quân sự Hoa Kỳ, những người đã từng làm việc cùng quân đội Algérie trong khoảng thời gian từ 2003 tới nay, đặc biệt khi tác chiến chống phiến quân Hồi giáo ở Maghreb, quân đội Algérie được xem là một khác biệt so với các nước Ả Rập và Phi châu khác với sự tinh nhuệ, hiệp đồng tác chiến và thiện chiến cao trong khi không có quá nhiều trang bị đắt đỏ so với Ả Rập Xê Út, một đồng minh của Hoa Kỳ.
Theo Hiến pháp nước này, Quân đội nước này không tham gia vào bất kỳ phe phái nào trừ khi có rủi ro tới an ninh quốc gia.

## Lịch sử
Quân đội Algérie đã luôn là một lực lượng quan trọng trên chính trường đầy sóng gió của nước này thời hậu Pháp thuộc. Trong nhiều trường hợp, quân đội nước này còn thậm chí có những ảnh hưởng to lớn và đầy biến động.
Algérie và Maroc, hai thế lực khu vực, đã có nhiều bất ổn ngoại giao và quân đội hai nước đã thường đụng độ nhau. Năm 1963, hai quốc gia đã đánh nhau trong cuộc chiến tranh Cát, một năm khi quốc gia non trẻ Algérie giành độc lập, khi Maroc muốn tìm cách tái lập nhà nước Đại Maroc. Năm 1976, hai quốc gia lại xung đột trong cuộc chiến tranh Tây Sahara, khi Algérie ủng hộ Mặt trận Polisario chống Maroc ở Tây Sahara.
Ngoài ra, như bao nước Ả Rập khác, họ cũng đang trong tình trạng đối đầu với Israel từ 1947. Algérie có gửi các binh đoàn không quân và lục quân quy mô nhỏ giúp Ai Cập chống Israel năm 1967 và 1973.
Trong những năm 1990, sự trỗi dậy của các đảng bảo thủ theo chủ nghĩa Hồi giáo cực đoan buộc quân đội Algérie phải sử dụng vũ trang, dẫn đến cuộc nội chiến đẫm máu hơn 10 năm ở quốc gia này. Tất cả các đảng Hồi giáo bảo thủ gần như bị đè bẹp sau 2002, mặc dù hoạt động của các nhóm này đã yếu hẳn từ 1996.
Từ năm 2003, sự trỗi dậy của Al-Qaeda tại Maghreb đã thúc đẩy Algérie sử dụng vũ lực quân sự chống lại nhóm này. Tình báo và quân đội Algérie thường xuyên bị cáo buộc là đã sử dụng các thủ pháp khủng bố đẫm máu với các nhóm Hồi giáo đối lập, trong khi thành viên những nhóm này sau đó thường xuyên chạy sang Libya, Mali và Niger để tránh đối đầu với quân đội nước này.
Năm 2013, cuộc khủng hoảng con tin In Amenas xảy ra. Quân đội Algérie đã tiến hành đột kích, giết chết tới 29 phiến quân song làm 37 con tin thiệt mạng. Một lính đặc nhiệm Algérie cũng đã hy sinh. Chính phủ nhiều nước đã đề nghị Algérie phải điều tra.
Hoa Kỳ hiện nay đã đề nghị Algérie hiệp lực để giải quyết khủng hoảng Mali và Niger.